# Lauret (Hérault)
Lauret – miejscowość i gmina we Francji, w regionie Oksytania, w departamencie Hérault.
Według danych na rok 1990 gminę zamieszkiwały 224 osoby, a gęstość zaludnienia wynosiła 34 osoby/km² (wśród 1545 gmin Langwedocji-Roussillon Lauret plasuje się na 688. miejscu pod względem liczby ludności, natomiast pod względem powierzchni na miejscu 929.).